# 명명축일
《명명축일(독일어: Zur Namensfeier), 작품번호 115》는 루트비히 판 베토벤이 1815년에 완성한 연주회용 서곡이다. 

## 개요
이 곡의 표제는 아시시의 프란치스코의 기념일이자 오스트리아 황제 프란츠 1세의 영명 축일인 10월 4일을 가리키고 있다. 하지만, 그것에 수반되는 상황의 작품은 아니며 창작 공연의 프로그램은 "서곡"이라는 단어 만을 담고 있다. 베토벤은 1814년의 같은 날을 목표로 하여 본 작품을 완성하려 했지만, 시간을 맞추지 못해 작업을 이듬해 봄까지 중단하게 되었다. 서두의 주제는 9년 뒤 그가 《교향곡 9번》에서 프리드리히 실러의 "환희의 송가"에 붙인 선율과 관련이 있다. 
이 곡의 작품번호는 후기의 숫자이지만, 작곡 시기는 베토벤의 중기에 해당된다. 소재는 그가 1810년부터 1814년에 걸쳐 썼던 착상을 이용하고 있다. 일반적으로 베토벤의 후기가 시작되는 것은 1816년부터라고 여겨지는 경우가 많다.
초연은 1815년에 빈에서 크리스마스일에 이루어졌다. 악보의 초판은 1825년에 슈타이너 출판사를 통해 간행되었고, 헌정은 그의 후원자로 기억되는 폴란드의 귀족, 안토니 라드치빌 공작에게 이루어지고 있다.
이 작품은 베토벤의 인기 있는 작품 중 하나는 아니었으며, 오늘날에는 자주 연주되지는 않는다.

## 악기 편성
- 목관악기 : 두 개의 플루트, 두 개의 오보에, 두 개의 클라리넷, 두 개의 바순
- 금관악기 : 두 개의 호른, 두 개의 트럼펫
- 기타 : 팀파니, 현악 합주단

## 구성
단일 악장으로 "마에스토소 - 알레그로 아사이 비바체"의 구조를 갖는다. 연주 소요 시간은 7분 정도이다.
2/2 박자, 다장조, 마에스토소의 서주에서 개시된다(악보 1)
악보1
알레그로 아사이 비바체, 6/8 박자로 바뀌면 소나타 형식의 주부로 들어간다. 악보2의 첫 번째 주제가 바순에서 경쾌하게 연주되고, 곧 크레센도 하면 투티로 반복된다.
악보2
간단한 추이를 거쳐 제2주제가 사장조로 현악기에서 나오고 곧바로 플루트가 호응한다(악보 3).
악보3
전개부는 큰 규모의 것이 아니며, 계속되는 재현부는 관현악법이나 선율에 약간의 변경이 가해지면서도 틀대로 진행된다. 두 주제를 다장조로 재현하면 축제적인 코다에 의해 화려하게 곡을 끝맺는다.

## 관련 링크
- 서곡 "명명축일" 작품 번호 115의 악보 - 국제 악보 도서관 프로젝트(IMSLP)의 악보
- 클라우디오 아바도(지휘), 빈 필하모니 관현악단의 연주 음원 on You Tube